# 2947 Kippenhahn
2947 Kippenhahn је астероид главног астероидног појаса чија средња удаљеност од Сунца износи 2,307 астрономских јединица (АЈ).
Апсолутна магнитуда астероида је 13,0.